# 默河畔蒙福尔
默河畔蒙福尔（法語：Montfort-sur-Meu，法語發音：[mɔ̃fɔʁ syʁ mø]）是法国伊勒-维莱讷省的一个市镇，位于该省西部，属于雷恩区。

## 地理
默河畔蒙福尔（48°8'17"N, 1°57'21"W）面积14.02 平方千米，位于法国布列塔尼大區伊勒-维莱讷省，该省份为法国西北部沿海省份，位于布列塔尼半岛东部，北濒大西洋，西接阿摩尔滨海省和莫尔比昂省，南至大西洋卢瓦尔省，西南端接曼恩-卢瓦尔省，东临马耶讷省，东北与芒什省接壤。
与默河畔蒙福尔接壤的市镇（或旧市镇、城区）包括：贝代、伊方迪克、塔朗萨克、布勒泰伊。

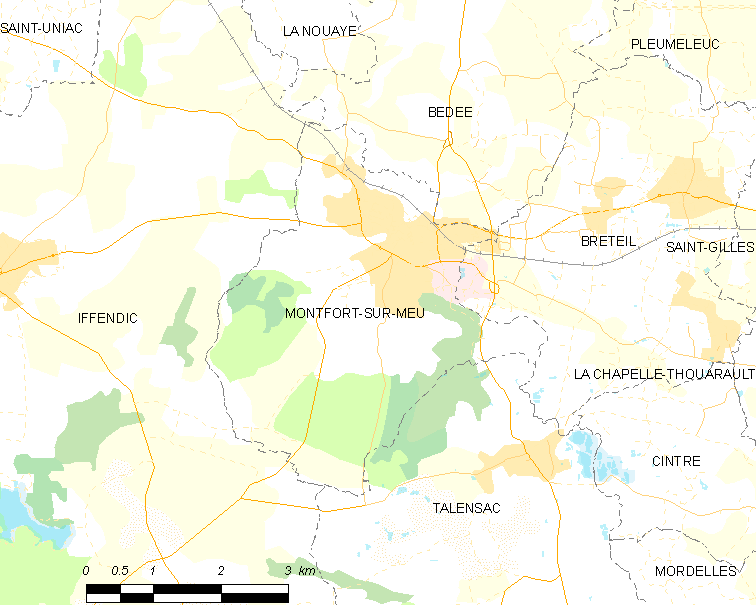
默河畔蒙福尔的OSM定位图

默河畔蒙福尔的时区为UTC+01:00、UTC+02:00（夏令时）。

## 行政
默河畔蒙福尔的邮政编码为35160，INSEE市镇编码为35188。

## 政治
默河畔蒙福尔所属的省级选区为默河畔蒙福尔县。

## 人口

1962-2008年间默河畔蒙福尔人口变化图示

默河畔蒙福尔于2022年1月1日时的人口数量为6767人。